# Persianerklaue

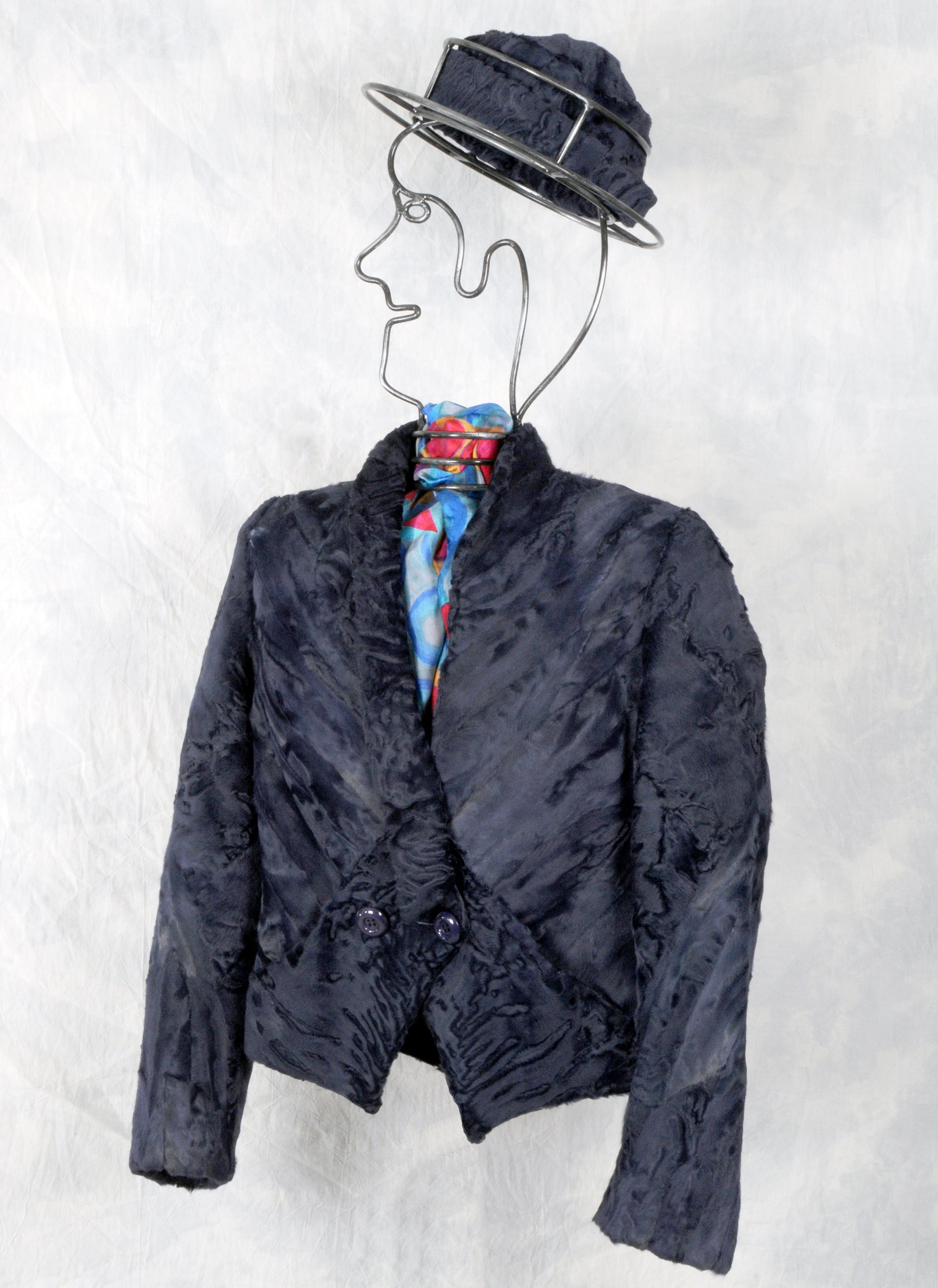
Jäckchen und Hut, Karakulklaue mit Swakarafell (2021)

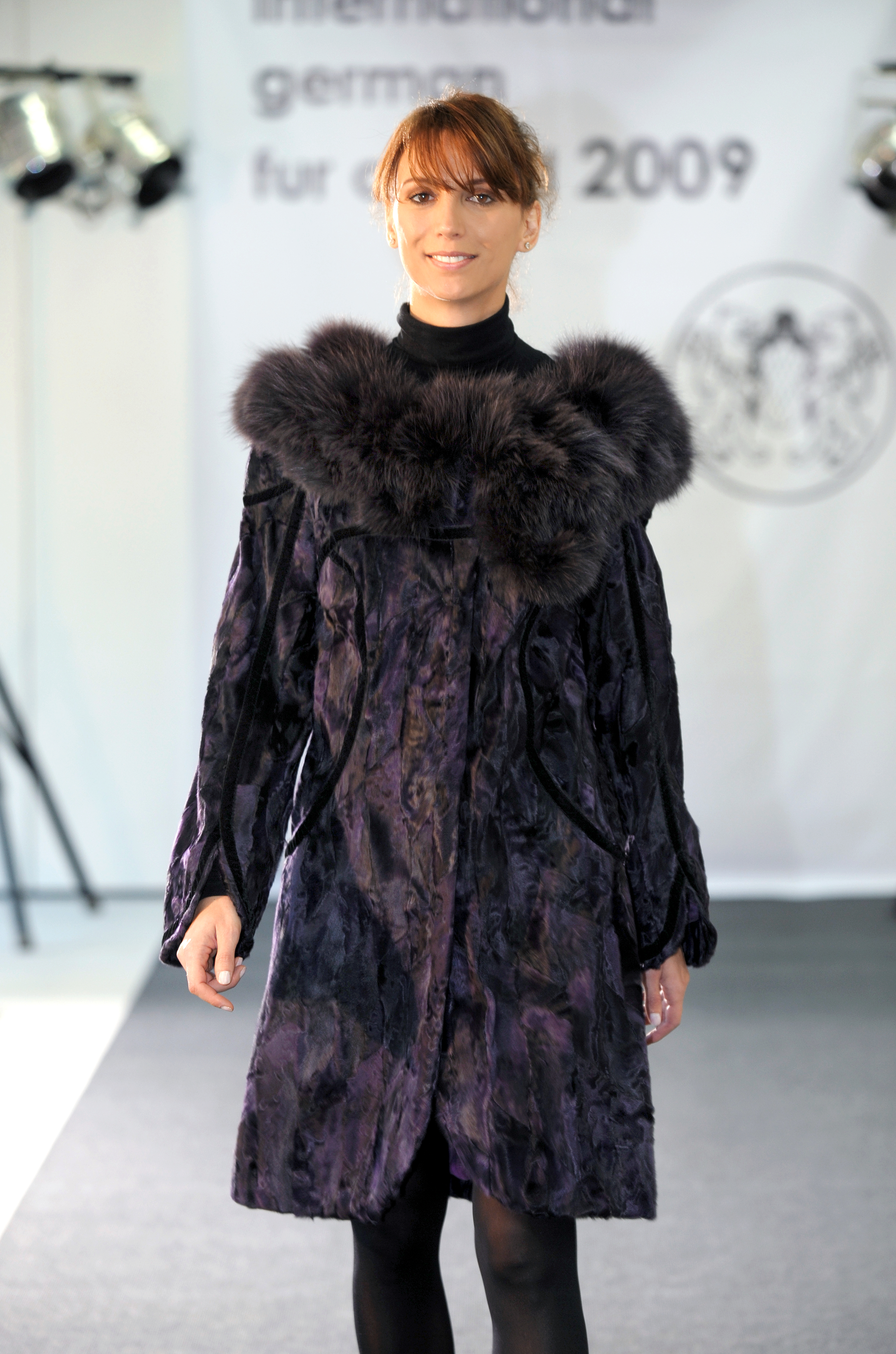
Persianerklauen mit Fuchsbesatz, blau gefärbt (2009)

Persianerklauen oder Karakulklauen, die Fellpfoten des Karakulschafes, sind, je nach Mode, ein bedeutender Artikel der Pelzbranche. In der Zeit nach dem Zweiten Weltkrieg, in der in der Bundesrepublik Persianer den Hauptartikel der Pelzmode darstellte, waren Mäntel und Jacken aus Persianerklaue nicht nur ein preiswerterer Ersatz für Persianer. Aus Persianerklauen gearbeitete Pelze sind leichter als aus ganzen Fellen hergestellte. Bei entsprechender Zusammenstellung der Klauen sowie unter Mitverwendung von Resten der Fellverarbeitung (Persianerstücken) lassen sich eigene Optiken erzielen. Ihr Materialwert wird durch die Haarzeichnung und den richtigen Ausschnitt der Klauen aus dem Fell bestimmt.

## Allgemein
Der Begriff Klaue für die Fell-Beinteile steht eigentlich nur den Fellen der Hufträger zu, also auch dem Persianer- beziehungsweise Karakulfell. Daher wurde in der Pelzbranche immer wieder die Ansicht vertreten, dass alle von anderen Fellarten stammenden Extremitäten als Pfoten zu bezeichnen wären. Doch bereits 1895 wird die Verarbeitung von Fuchs„klauen“ und Zobel„klauen“ beschrieben; auch ein österreichisches Pelzlexikon aus dem Jahr 1950 macht keinen Unterschied, es nennt neben Persianer- beziehungsweise Karakulklauen und Fohlenklauen, beispielhaft auch die Fuchsklauen.
Das Fell des russischen Persianers ist in seiner historischen, in geringerem Umfang noch heute gezüchteten Art, gelockt. Die Klauen sind dagegen eher geflammt, moiriert. Die seit der Zeit nach dem Zweiten Weltkrieg (1939–1945) in der westlichen Welt mehr nachfragten Swakara-Persianer aus Namibia weisen dagegen im Rumpffell eine Moirézeichnung auf. Ihre Klauen haben zu einem großen Teil fast keinerlei Zeichnung, sie waren in der Vergangenheit weniger gefragt und hatten einen geringeren oder fast keinen Wert.
Karakulschafe werden überwiegend schwarz gezüchtet, die Felle werden meist zusätzlich schwarz gefärbt. Neben künstlichen Einfärbungen gibt es die Naturfarben:
- als weitere Hauptfarben grau („Naturpersianer“) und sur (goldbraun)
- braun in den drei Hauptnuancen: rot- und hellbraun, braun und dunkelbraun
- halali (chalili), zweifarbige, das sind braune Karakul mit schwarzen Seiten und Pumpf.
- kombar, gleichmäßig grau-blau-bräunliche Felle
- sedinoi, dunkel und schwarzgraue Karakul mit schmalem, grauen Rückenmittelstrich
- gulgas (guligas), braune und weiße Härchen verschiedener Farbabstufungen.

Die Persianerklauen werden fast immer nicht direkt zu Mänteln oder Jacken verarbeitet, sondern aus vorab zu Tafeln zusammengesetzten Halbfabrikaten, sogenannten Persianerklauenbodys.

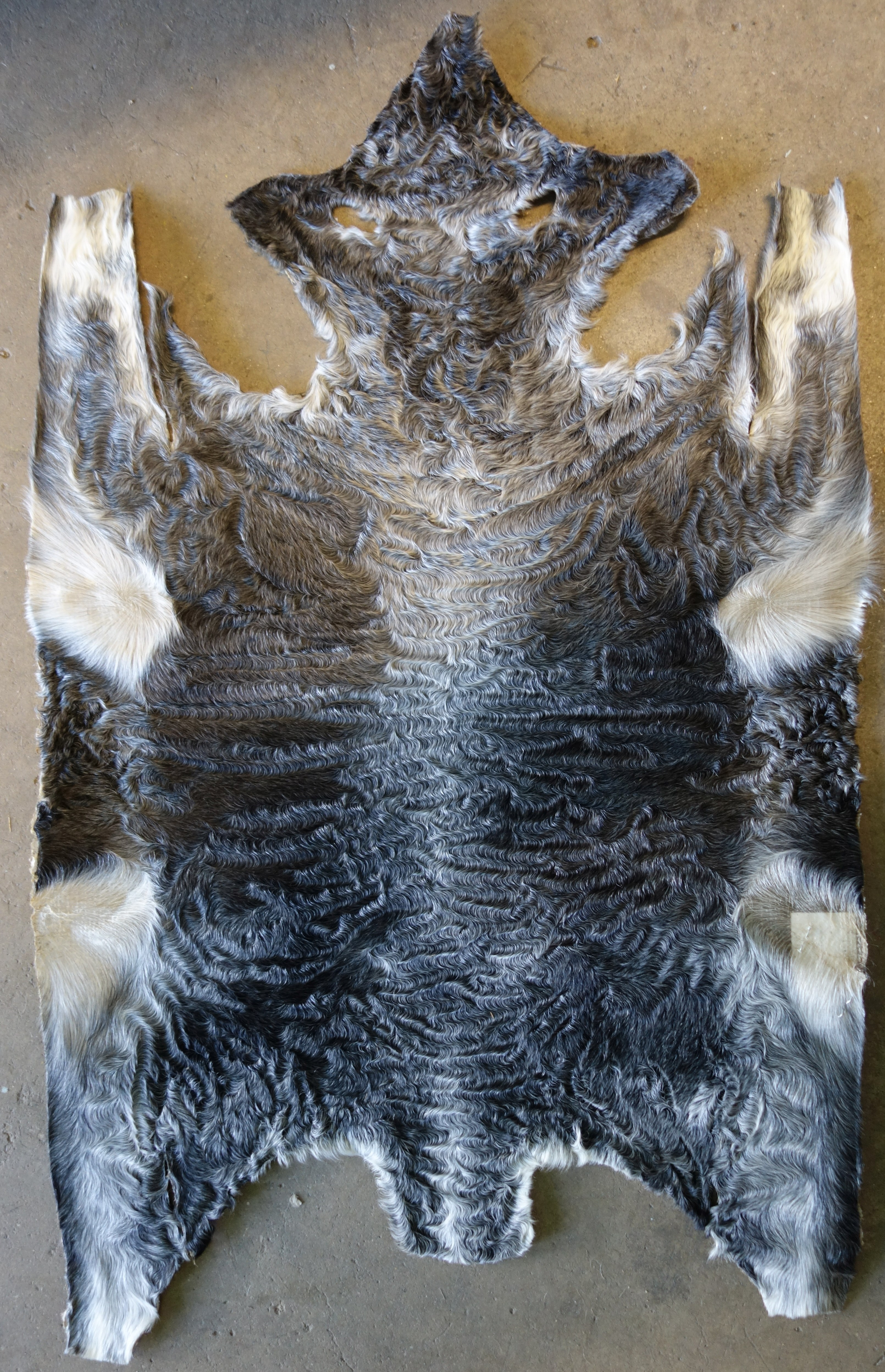
Natur-Swakara-Rohfell mit Klauen
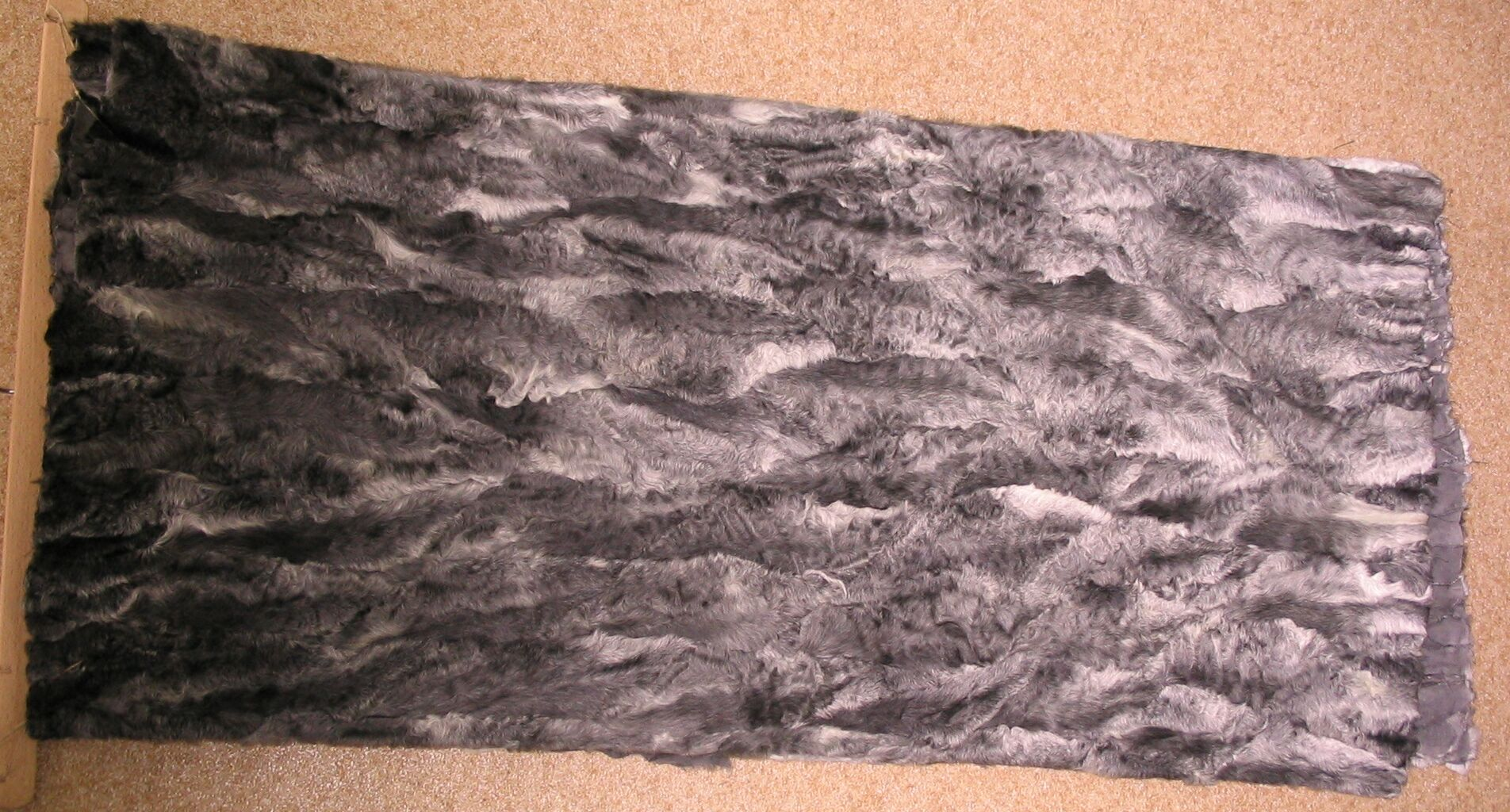
Naturpersianer-Klauen-Body
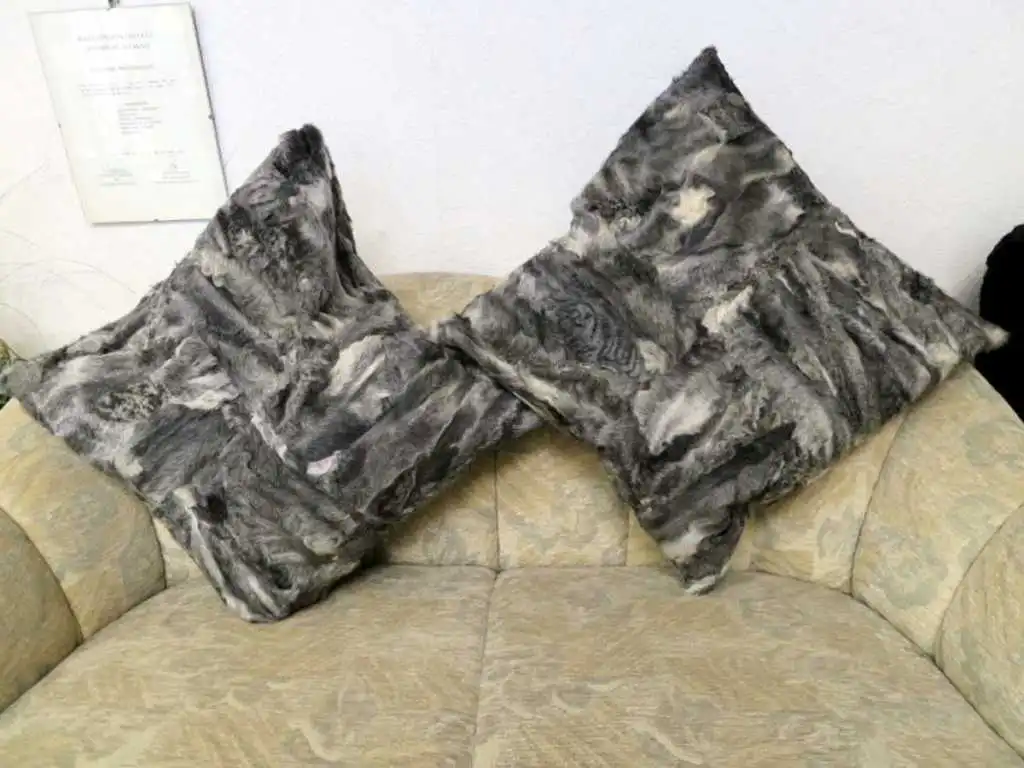
Zwei Kissen, umgestaltet aus einem alten Mantel

## Geschichte, Verarbeitung

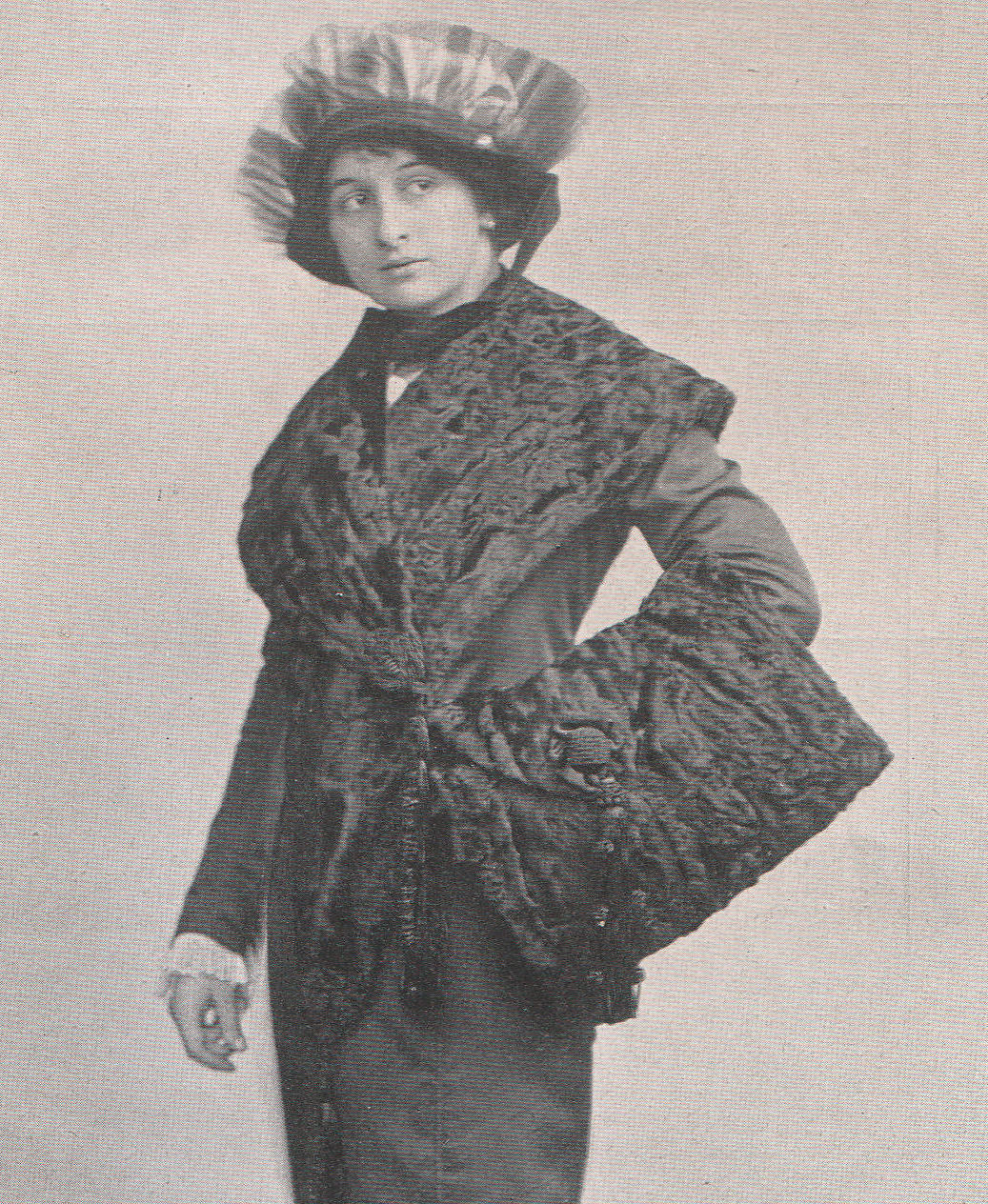
Schal und Muff aus Persianerklaue (Oskar Kirsten, 1913)

Uralte Statuen aus der Hethiterzeit zeigen Könige mit Kopfbedeckungen, die nach der Art der Darstellung auf Persianer deuten. Rauchwarenhändler Francis Weiss schrieb, dass Gebiete nördlich des Oxus (Amu Darja) schon immer für die Edellämmer von großer Bedeutung waren. Die erste Nachricht über die Herstellung von Persianermänteln stammt aus dem Jahr 1869, als der Emir von Buchara dem russischen Zaren unter anderem drei Pelze aus grauem Karakulfell als Geschenk überreichte. Aus dem Jahr 1898 ist erstmals die Abbildung eines Persianermantels bekannt, hier als lange Jacke bezeichnet; eine französische Zeitschrift zeigte ein Breitschwanzmodell mit Zobelkragen.
Von Samara, einem großen Sammelplatz für Lämmer, ist überliefert, dass dort zur selben Zeit bereits die Beine der Lämmer verarbeitet wurden, dass also bereits der im deutschen Sprachraum als Persianerklaue gehandelte Pelz in Mode war. Der Russlandreisende Peter Simon Pallas schrieb 1771: „Der größte Teil der feinen Lämmerpelze, welche in Rußland Vertrieb haben, kommen unstreitig von hier; so wie auch die Pfoten der Lämmer allhier von denen Kalmücken-Weibern, denen man sie mit zur Bezahlung anrechnet, erst in Riemen [Streifen] und darnach in Pelze zusammengesezt und wohlfeil verkauft zu werden pflegen. Um sich dabey ein wohlfeiles und feines Nähegarn zu verschaffen zerren diese Weiber die Fäden von Ellenweise zerschnittener russischer Leinwand loß, und nähen damit die gemeine Waare, da sie sonst vor sich gespaltne Thiersehnen nehmen, welche viel dauerhafter sind.“
Die Idee, in der modernen Pelzmode vom Persianer auch die Klauen zu verwenden, soll Anfang des 20. Jahrhunderts in Paris entstanden sein, bis dahin blieben laut Jäkel die Persianerreste ungenutzt.
Im Jahr 1902 beschrieb Paul Larisch die Verarbeitung der sehr viel flacheren und kaum gezeichneten Klauen der Persianer-Breitschwanzfelle, nicht zu verwechseln mit dem erst später gezüchteten Breitschwanzpersianer (Swakara): Die abfallenden Köpfe und Klauen werden zu besonderen Tafeln zusammengestellt. Die Klauen gewöhnlich schräg in Zickzackform. Karakul oder Persianerstücke repräsentieren einen ganz besonderen Wert. Der Kürschner wird den Abfall in den wenigsten Fällen verkaufen, sondern ihn in der stillen Zeit selbst zusammensetzen, da er einen viel höheren Erlös damit erzielen wird als durch den Verkauf der Stücke, die wohl auch sehr gut bezahlt werden (1928). Beim Persianer wird praktisch jedes noch so kleine Teil verwertet, durch die Lockenstruktur ist das Sortieren verhältnismäßig unkompliziert. Für die Persianerklauenbodys werden häufig gelockte Stücken mitverarbeitet, um eine ansprechende Streifenwirkung zu erzielen, gleichzeitig verbilligt es den Preis der im Einkauf teureren Klauen. Gelegentlich wurden in Zeiten niedriger Arbeitslöhne die nicht moirierten Spitzen der Klauen abgeschnitten und zu sehr gering bewerteten Bodys weiter verarbeitet. Die lockigen Beinansätze werden abgeschlagen und kommen oft mit in die Persianerstückenbodys. Die gefragtesten Bodys sind meist die aus Persianerklauen, die schwersten entstehen aus den Persianerkopfstücken.
Das Leipziger Modehaus Schüler bot im November 1932 in einer Anzeige Persianermäntel für 575 Mark an, Persianerklauenmäntel kosteten 340 Mark.
Nach dem Zweiten Weltkrieg galt der Persianer als klassischer „deutscher“ Pelz, bis er in den 1970er Jahren vom Nerz abgelöst wurde. Die in den deutschen und österreichischen Werkstätten anfallenden Pelzreste wurden in den auftragsarmen Sommermonaten noch selbst verarbeitet, insbesondere die relativ großen und damit weniger Arbeitszeit beanspruchenden Persianerklauen. Persianerklauenmäntel stellten einen erheblichen Umsatzanteil nicht nur der Kaufhäuser, sondern auch des Pelzeinzelhandels. In Deutschland, Österreich und anderen Ländern war eine eigene Hausindustrie mit dem Herstellen von Persianerklauentafeln oder direkt fertiger Persianerklauenmäntel und -jacken beschäftigt. Sehr schnell jedoch waren mit dem Wirtschaftswunder die deutschen Werkstätten ausgelastet und das Lohnniveau bald auch anderswo so hoch, dass es meist wirtschaftlicher war, sämtliche in den Kürschnereien anfallenden Stücken nach Griechenland zu exportieren.
Im griechischen Regionalbezirk Kastoria, insbesondere in der Stadt Kastoria, begannen die Kürschner schon in der ersten Hälfte des 18. Jahrhunderts sich auf das Zusammensetzen der bei der Fellverarbeitung abfallenden Reste zu spezialisieren, später auch in dem nicht weit davon entfernten kleineren Ort Siatista. So geht auch heute noch ein großer Teil der sogenannten Pelzstücken, einschließlich der Persianerklauen, nach Kastoria, wo sie zu Platten, Tafeln und Bodys zusammengesetzt werden. Von dort werden sie zur Weiterverarbeitung exportiert, wobei in den letzten Jahrzehnten die kastorianischen Kürschner von der reinen Stückenverarbeitung abgekommen sind und viele Betriebe in großem Umfang auch fertige Pelzkonfektion produzieren (siehe dazu Pelzreste#Kastoria und Siatista). Pelzreste werden inzwischen zu einem wesentlichen Teil nach Asien exportiert, insbesondere nach China, in Länder mit einem noch niedrigeren Lohnniveau als in Griechenland. In China hat die Pelzverarbeitung, einschließlich der Herstellung von Fellstückentafeln, ebenfalls eine sehr lange Tradition.
Kurz vor 1955 wurde in der DDR mit der Serienproduktion von Persianerklauenbodys begonnen, nachdem im Jahr 1951 Handelsverträge für die Lieferung von Edelpelzfellen mit der Sowjetunion abgeschlossen worden waren. Die von der VEB Pelzbekleidung Delitzsch hergestellten Konfektionsteile unterschieden sich von den zum Beispiel in Griechenland gefertigten Tafeln. Man sortierte die Klauen in der DDR in rechte und linke sowie in die unterschiedlichen, auch verschiedenen schwarzen, Farbveredlungen. Die Klauen wurden dann angefeuchtet und am nächsten Tag ausgestreckt, das Idealmaß sollte 3 mal 15 Zentimeter betragen. Wie bei der Fellsortierung wurde ein Vor- und ein Feinsortiment erstellt. Für ein Body wurden etwa zwei bis vier Kilogramm Klauen benötigt. Im Vorsortiment wurde zwischen glatten und moirierten Klauen unterschieden, vor allem aber in sieben Haarlängenunterschiede (Rauchenunterschiede), extrem flache waren nicht verarbeitungswürdig. Bei der Feinsortierung wurden die Klauen hintereinander für die Näherin auf Pappen gelegt und dabei sortiert. Die flache Seite wurde an einen aufgezeichneten Strich gelegt. Bis zu einer Streifenbreite von sieben bis acht Zentimeter wurden die Klauen auf der raucheren, gelockteren Seite durch Fellreste ergänzt. Es ist die Seite, auf der sich vorher die Dieche befand, auch Blöße genannt, eine fast kahle Stelle zwischen Beinteil und Rumpffell. Die Klauen wurden mit dem Kürschnermesser berändert und die Stücken angepasst. Nach dem Nähen war ein Band von etwa 36 Meter Länge entstanden. Diese Streifen ermöglichten ein individuelles Anpassen an das jeweilige Schnittmuster, Längs-, Quer-, Parkett- und Schrägverarbeitung waren so möglich. Eine solche Arbeit wurde 1981 auf dem Internationalen Pelzkongress in Liptovský Mikuláš, Ungarn mit einer Goldmedaille ausgezeichnet.

Persianerklauen-Verarbeitung. Aus dem Werkstattwochenbuch eines Kürschnerlehrlings, 1960 (Skizzen).
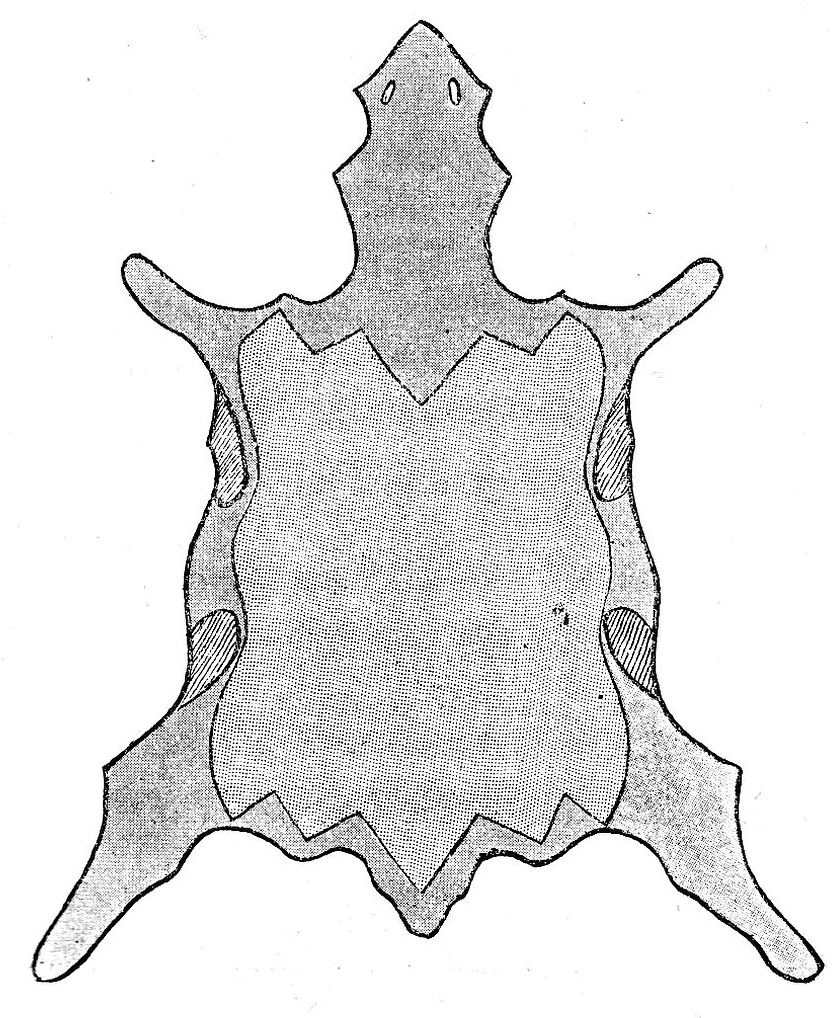
Persianerfell, Kernstück und Fellreste mit Klauen (Paul Larisch, 1902)
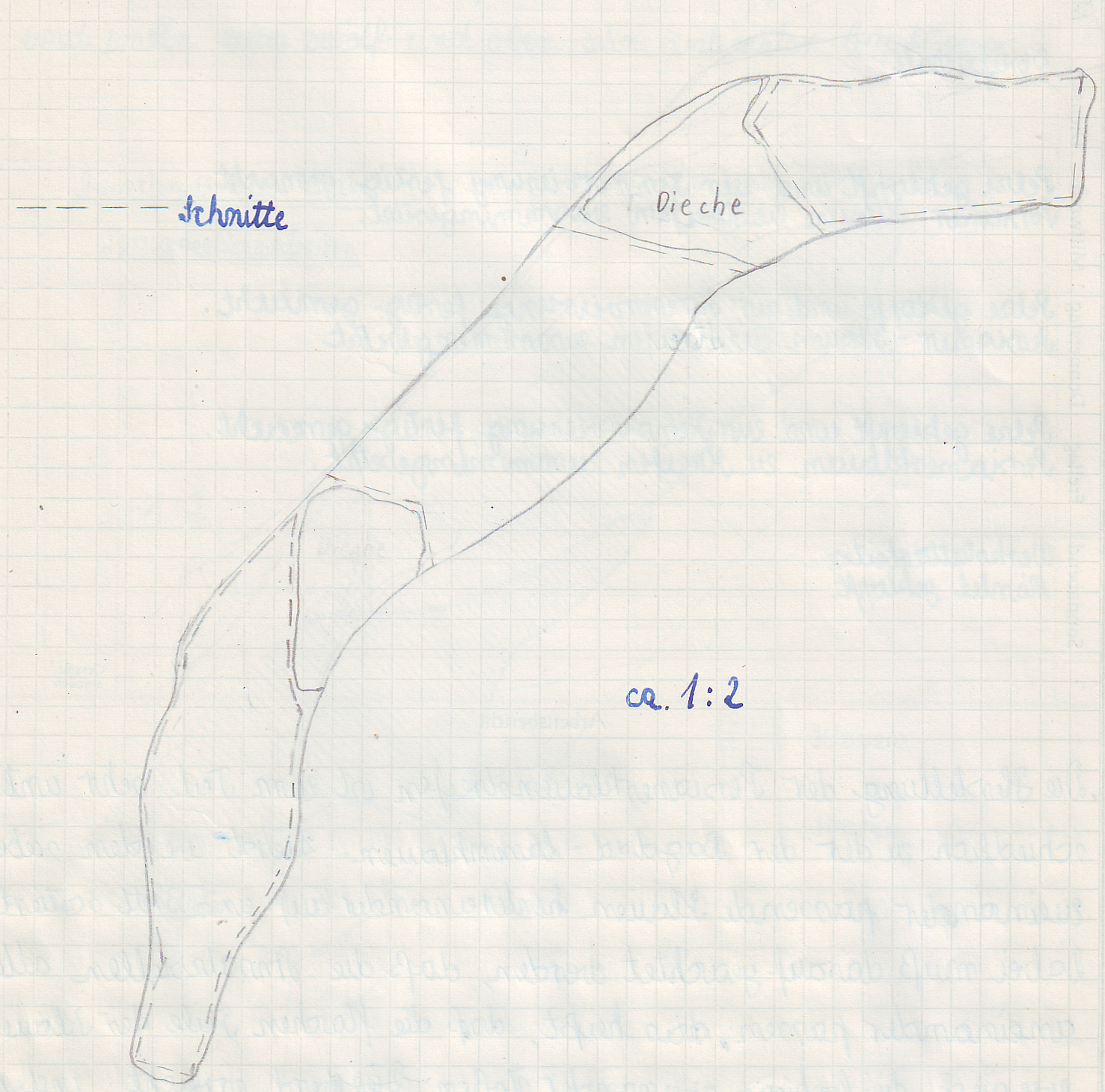
Rechte, abgeschlagene, nicht bei der Fellverarbeitung zu verwendende Fellseite
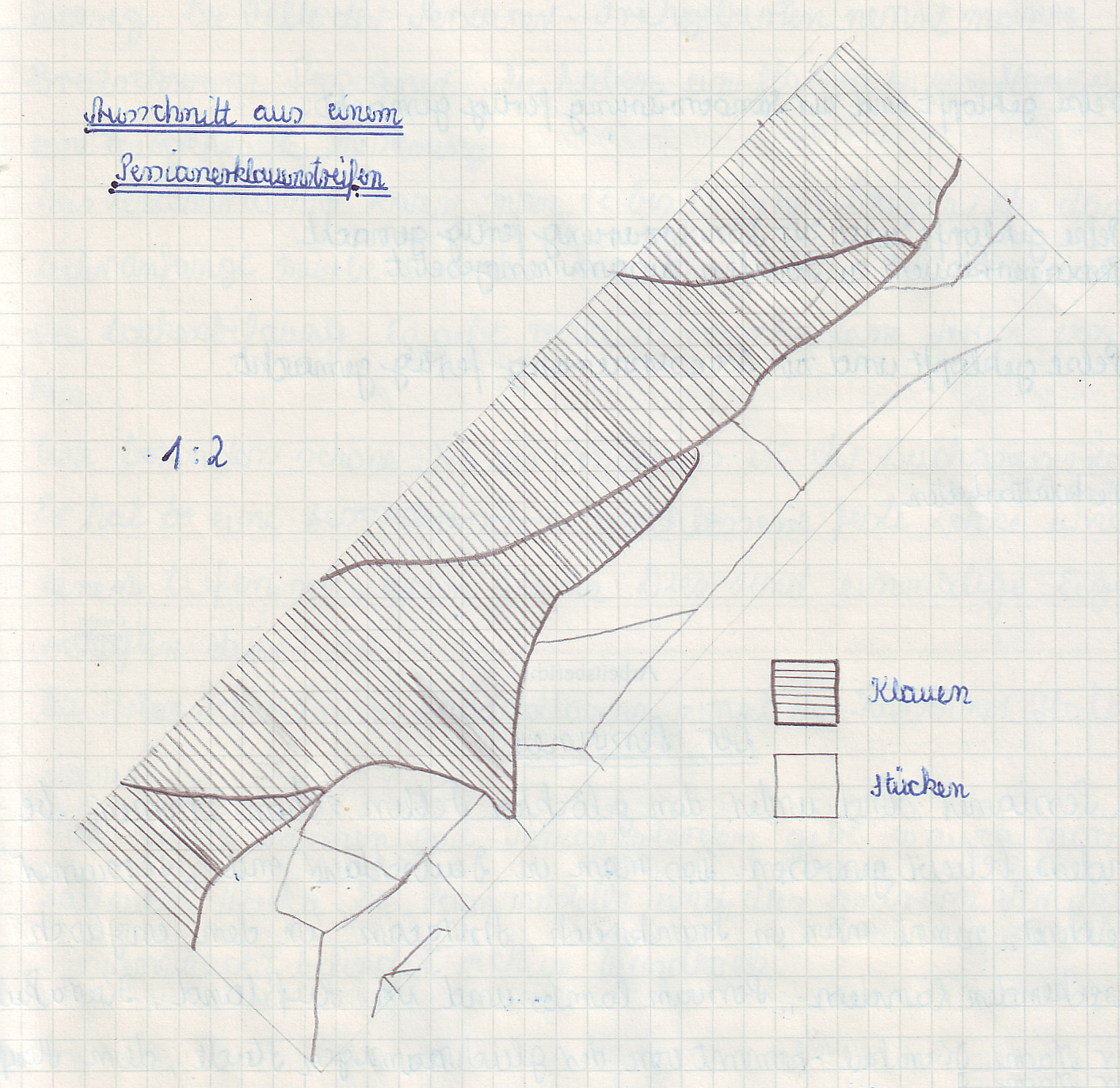
Verarbeitungsbeispiel eines Streifens mit Persianerstücken
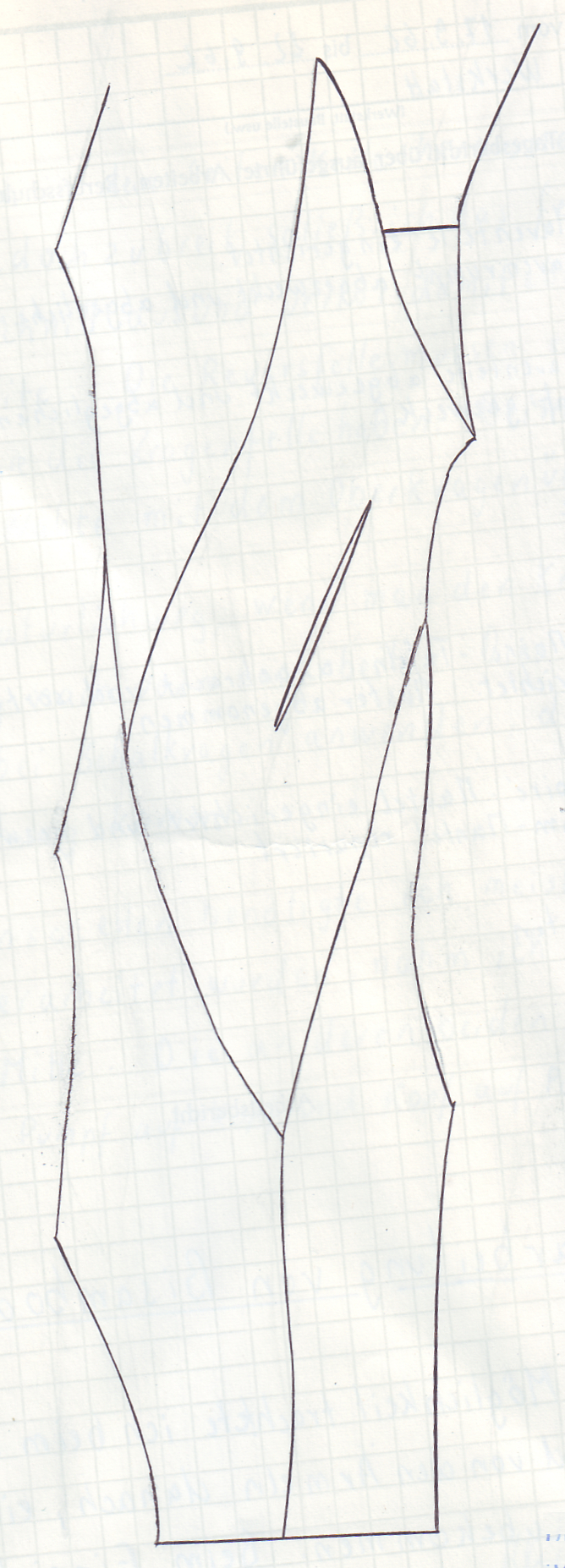
Streifen nur aus Klauen
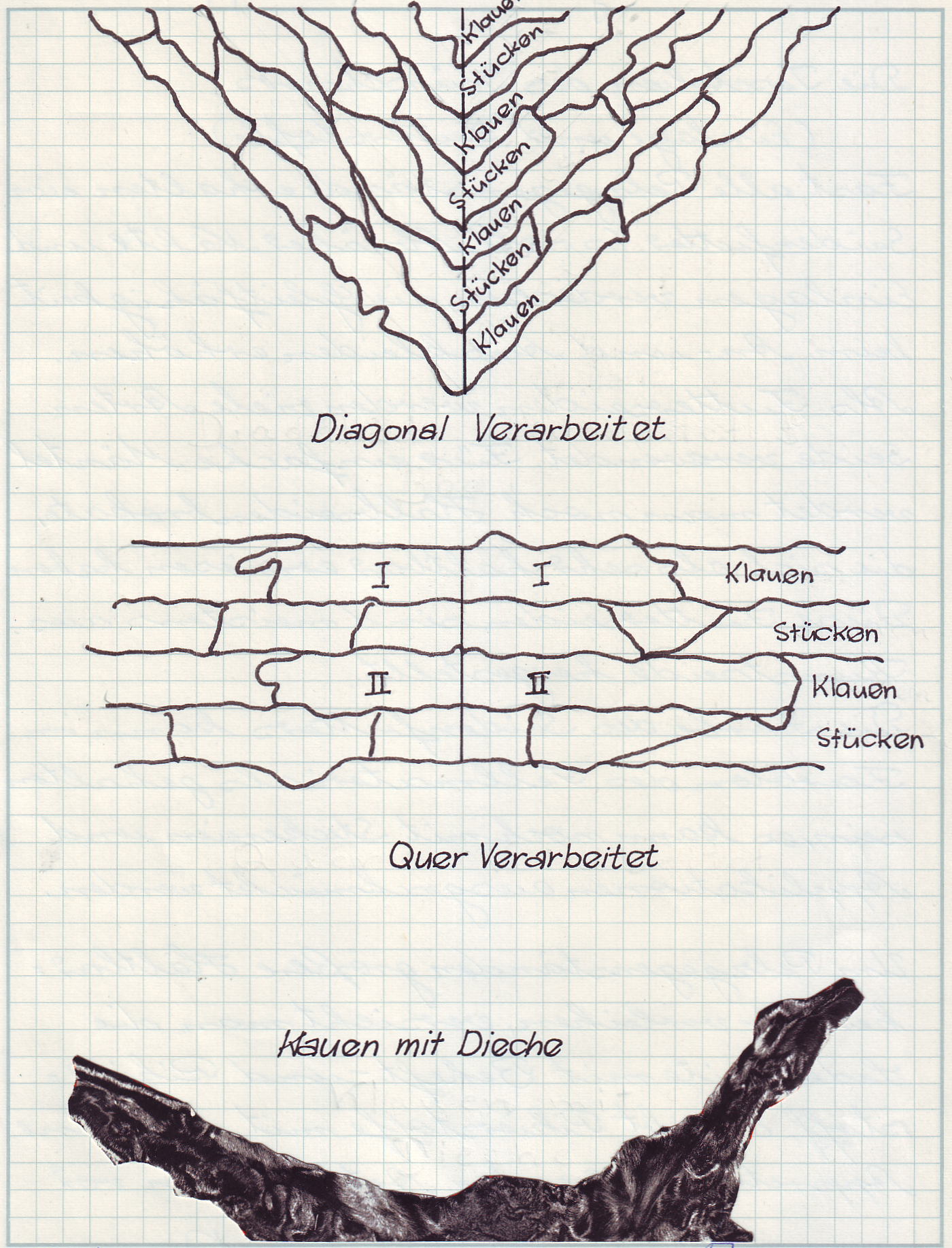
Diagonal- und Querverarbeitung

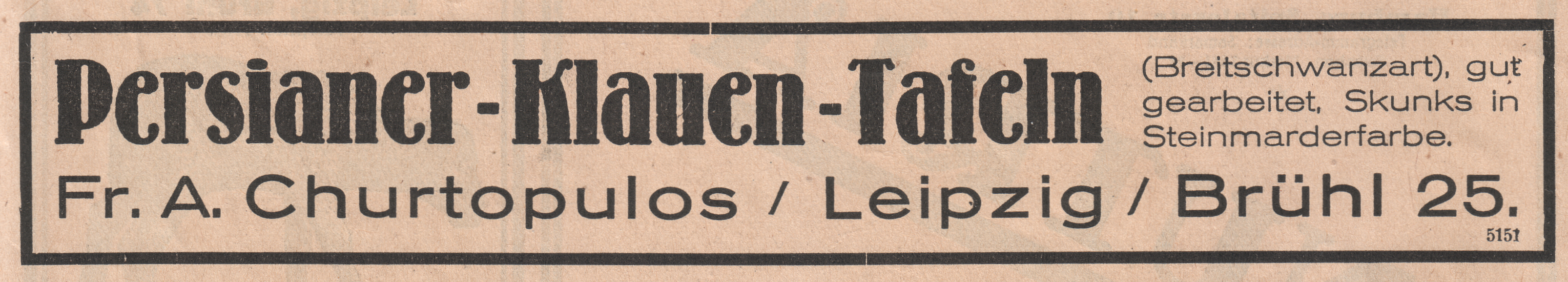
Anzeige für breitschwanzartige Persianerklauen-Tafeln des griechischstämmigen Pelznähers Churtopulos in Leipzig (1926)